# Pörneczi József
Pörneczi József (Kemenessömjén, 1901. március 16. – Marcalgergelyi, 1956. szeptember 3.) gazdálkodó, a Demokrata Néppárt országgyűlési képviselője.

## Élete

### Ifjúkora és közéleti szereplővé válása
A gazdálkodó Pörneczi István és Balogh Mária gyermeke. Tizenhárman voltak testvérek. Római katolikus vallásban nevelkedett. Az elemi iskoláját Kenyeri községben végezte, majd Zalaegerszegen az állami főgimnáziumban tanult, ahol Mindszenty József tanította hittanra. 1919-ben érettségizett. Majd kiválóan végezte el a keszthelyi gazdasági akadémiát. Tanulmányai után a családi gazdaságban kezdett dolgozni. Sokoldalú mezőgazdász volt, terményeit több ízben ismerték el szakmai kitüntetéssel, növénynemesítéssel is foglalkozott, valamint malmot és szeszgyárat is működtetett. 1929-ben Meskó Pál-díjat kapott.
A közélettel is foglalkozott. Publikált az Országos Magyar Gazdasági Egyesület lapjában, a Köztelekben, a Zalai Magyar Életben, ellenzéki újságokban is, például Bajcsy-Zsilinszky Endre Szabadság című lapjában. Nem zárkózott el a kormánypárti erőktől sem, és a Magyar Élet Pártja is kereste hozzá a kapcsolatot, így a szervezet kerületi társvezetője lett. A Magyar Dolgozók Országos Hivatásszervezete alelnökének választotta. Az egyház életet is segítette, a pusztaszentlászlói templomnak orgonát, a pusztamagyaródnak pedig zászlót adományozott.
A második világháború vége után hozott földreform negatívan érintette. 400 kat. hold területet vett el birtokából, majd az idő múlásával és a diktatúra kiépültével végül csak 30 kat. holdja maradt.

### Politikai pályája a második világháború után
1945-ben belépett a Független Kisgazdapártba. Bár indult az 1945. november 4-i nemzetgyűlési választásokon, mandátumot nem szerzett. Beválasztották viszont a párt és a Magyar Parasztszövetség zala megyei tisztikarába, az MPSZ-nek 1946 és '47-ben elnöke is volt a megyében. 1947-ben az FKGP balra tolódása miatt kilépett a pártból, és a Demokrata Néppárthoz csatlakozott. Az 1947. augusztus 31-i országgyűlési választásokon a zala megyei listáról bekerült az Országgyűlésbe. Egy évre rá, 1948 júliusában azonban lemondott mandátumáról, mert MÉP-es és a Hivatásszervezeti pozíciói miatt összeférhetetlenségi eljárást kezdeményeztek ellene.

### A diktatúra idején
1950-ben internálták, és évekre elszakították családjától arra hivatkozva, hogy magatartása a közrend és a közbiztonság szempontjából káros. Dolgoztatták Salgótarjánban, Tatabányán és Dunaújvárosban. Nagy Imre első miniszterelnöksége idején, 1953-ban, amikor feloszlatták az internáló táborokat, hazatért. Apósa birtokán kezdett gazdálkodni. 1954-ben kapott munkát a Marcal-völgyi Állami Gazdaságban. 1956-ban hunyt el.

## Művei
- A válickai hengersiló; Pátria Nyomda, Bp., 1941
- Zalaegerszeg élettere; szerzői, Zalaegerszeg, 1941
- Gazdasági fellendülésünk útja; Bethlen Nyomda, Bp., 1942 (A Magyar Gazdatisztek Országos Egyesületének kiadványai)

## Külső hivatkozások
- Az Országgyűlés almanachja 1947-1949, 331. o.
- Pörneczi József szócikk. Kereszténydemokrácia Tudásbázis, Barankovics István Alapítvány Archiválva 2014. november 19-i dátummal a Wayback Machine-ben